# Shin Jung-hwan
Dans ce nom coréen, le nom de famille, Shin, précède le nom personnel.
Shin Jung-hwan (신정환), est un chanteur, comédien et animateur de télévision sud-coréen né le 10 mai 1975
à Séoul (Corée du Sud). Il est connu pour avoir été membre des groupes Roo'ra et Country Kko Kko.

## Biographie

### Début
En 1994, Shin Jung-hwan fait ses débuts en tant que chanteur du groupe Roo'ra. En 1995, il le quitte pour accomplir son service militaire obligatoire et est remplacé par Chae Ri-na. Il apparaît avec le groupe sur une ou deux reprises en 1995 et à nouveau en 1997, mais n'est pas présenté comme un membre.

## Controverse

### Affaire de paris illégaux
Le 10 novembre 2005, à Séoul, Shin Jung-hwan est arrêté dans le quartier de Apgujeong-dong dans le bar d'un casino lors d'une partie de jeu de cartes Baccara qu'il pratiquait illégalement. Les employés et les clients du bar ont également été arrêtés pendant l'enquête.

### Affaire aux Philippines
En septembre 2010, sans prévenir, Shin Jung-hwan n'a pas assisté à l'un de ses programmes télévisés. Plus tard, il expliqua qu'il était hospitalité à Cebu aux Philippines pour la dengue.  Mais il s'est avéré que c'était un mensonge. Les médias sud-coréens ont déclaré qu'il ne pouvait pas retourner en Corée du Sud parce qu'il avait joué aux Philippines et avait perdu son argent ainsi que son passeport.
Le 20 janvier 2011, il retourne en Corée du Sud. Il est inculpé pour jeux illégaux ainsi que pour abus de passeport. Le tribunal l'a condamné à huit mois de prison. Le 23 décembre 2011, il est mis sous liberté conditionnelle grâce à Lee Sung-jin.